# 潘家口水库
潘家口水库位于中国河北省唐山市与承德市交界处，是滦河干流上游第一座大型水库。潘家口水库是引滦入津的主体工程。
水库蓄水后，库区内喜峰口长城部分没入水下，形成特有的水下长城景观。
姜文导演的《鬼子来了》即以潘家口水库为外景地。
潘家口抽水蓄能电站是中国第一座投入运行的大型混合式抽水蓄能电站。

## 事件
2017年9月6日，两名民间科考潜水员徐海燕与孙昊在潘家口水库进行水下长城的测绘工作后失联。在17日和18日分别在水下发现两名潜水员的遗体。据推测，是当地渔民在水库中非法电鱼，导致两名潜水员死亡。